# Limnephilus nimmoi
Limnephilus nimmoi là một loài Trichoptera trong họ Limnephilidae. Chúng phân bố ở miền Tân bắc.